# Ester Mosessons gymnasium

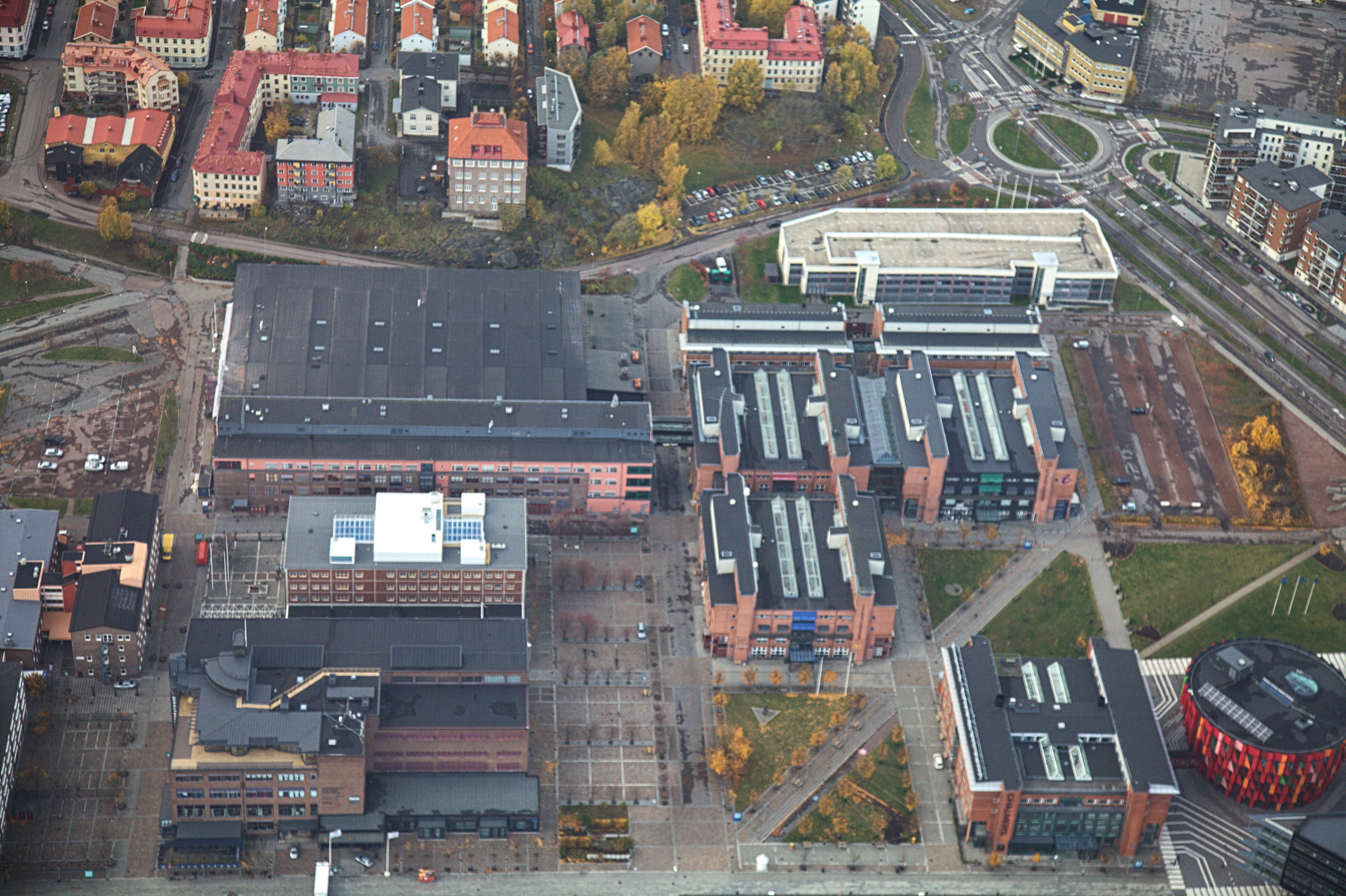
Helikopterbild över Lindholmen där Ester Mosessons Gymnasium är beläget i huset med vitt på taket till vänster i bild.

Ester Mosessons gymnasium är en gymnasieskola med inriktning på restaurang- och livsmedelsprogram, belägen på Lindholmen, Göteborg.

## Historia
Ester Mosessons grundades 1928 och var Göteborgs första restaurangskola. Skolan är uppkallad efter Ester Mosesson, skolans föreståndare mellan 1931 och 1955. Hon föddes 1891. Efter utbildning på Cordon Bleu i Paris kom Mosesson som hushållslärare till Göteborg under 1920-talet och var med att skapa Yrkesskolan på Järntorget.
Skolan var under många år belägen vid Järntorget. Under senare år bedrevs även utbildning i lokaler på Otterhällan och i Meeths Thesalonger. Antalet utbildningar växte och omfattade förutom livsmedelsutbildningarna bland annat skrädderiutbildningarna beklädnadsteknisk, dam-, herr- och klänningsskräddare, konfektionstekniker samt frisörutbildning. År 1991 flyttade skolan till nyrenoverade lokaler i hus Göta på Lindholmen, Hisingen. Livsmedelsutbildningarna flyttade till Lindholmen medan textilutbildningarna lades ner. Skrädderiutbildningarna ersattes med ett hantverksprogram på Angeredsgymnasiet.

## Verksamhet
Ester Mosessons gymnasium hade 2019 cirka 400 elever fördelat på restaurang- och livsmedelsprogrammet och Språkintroduktion. På skolan kan elever läsa inriktningarna kök och servering, bageri och konditori, färskvaror samt styck och chark. På skolan finns också introduktionsprogram och en möjlighet att läsa gymnasiestudierna via lärlingsutbildning. 
Undervisningen bedrivs i hus Göta, uppkallat efter ett av de många fartyg byggda på Lindholmens varv. Huset har fem plan, där de olika våningarna har profilerats för olika ändamål. Exempelvis finns restauranger och butik på entréplan, och all administration är samlad på plan tre. Våningarna binds samman av två stora ljusgårdar.
Skolan har sedan 1995 aktivt arbetat med internationella utbyten inom EU. Först med Leonardo-projektet och sedan 2016 med Erasmus+ där CHASE-nätverket ingår. Detta innebär att skolan både skickar och tar emot elever och lärare för utbyte och arbetsplatsförlagt lärande (APL). Skolan uppmuntrar eleverna till att tävla och deltar med lag i regionala, nationella och internationella tävlingar. Sedan 1990 arrangerar skolan, i samarbete med föreningen Sveriges bagare & konditorer, tävlingen SM Unga Bagare. Skolan är också medlem i AEHT som är en europeisk organisation för hotell-,turism-, restaurang- och livsmedelsskolor. 
Ester Mosessons gymnasium driver två restauranger, Esters restaurang och Esters en trappa upp, och ett salutorg där det finns möjlighet att fika, äta lunch och köpa alla de produkter som skolans olika verksamheter tillverkar. Via skolans hemsida kan man boka bord. 
Till skolan finns ett flertal stipendier knutna.

## Alumni
Följande kända elever har gått på Ester Mosessons gymnasium:
- Michael Skråmo (terrorist, Islamiska staten)